# La muerte y la primavera
La muerte y la primavera (1986) es una novela inacabada, aunque se publicó una vez muerta su autora, Mercè Rodoreda. 
La novela  es una obra escrita por la autora a principios de la década de 1960, producto de su experiencia en el exilio. Rodoreda se separó de su marido en 1937, y en 1939 pudo huir a Francia, donde conoció a su pareja y principal lector, Armand Obiols. Juntos, vivieron la devastación de la guerra y sobrevivieron a la ocupación nazi en Limoges. Tras la guerra, se establecieron en Ginebra, donde Rodoreda comenzó a escribir "La muerte y la primavera" junto con La plaza del Diamante (1962), su obra más conocida. La novela refleja la angustia y la muerte, y se centra en un protagonista adolescente que vive en una sociedad cruel, donde la muerte se convierte en una liberación. 
La muerte y la primavera fue escrita por Mercè Rodoreda durante gran parte de su vida, y su publicación póstuma en 1986 por Club Editor fue un acontecimiento importante en el mundo literario catalán. La novela es considerada como una obra maestra de la literatura catalana, y su inconclusión, aunque puede ser vista como una falta, también se puede interpretar como una expresión artística, similar a la inconclusión de otras obras literarias de autores como Kafka o Musil, que también están ligadas a la vida de sus autores. La edición de la novela incluye material adicional como apéndice para dar una mejor comprensión de la obra.

## Trama
La novela La muerte y la primavera (1986) es una obra inacabada, aunque fue publicada después de la muerte de su autora, Mercè Rodoreda. La trama es atemporal y refleja la angustia y la muerte. Se trata de una de las novelas más trágicas escritas por Rodoreda. El protagonista es un adolescente que vive en una sociedad cruel, por lo que la muerte se convierte en una liberación. El espacio sagrado de la novela es el bosque de los muertos, donde se entierran los cuerpos. Antes de suicidarse, el protagonista hace una cruz con clavos, que simboliza a Cristo, ya que no logra establecer ningún tipo de contacto con la vida. En una soledad desolada, seguirá el ritual del pueblo y se encaminará hacia el suicidio ritual: la muerte arbórea. Las mariposas representan las almas y las abejas son un símbolo de la muerte y la renuencia. El fuego es un símbolo de luz y verdad.